# 節尾猴
節尾猴（学名 Callimico goeldii），为卷尾猴科節尾猴屬下唯一一种，是一种产于南美亚马逊河上游地区的小型猴，主要分布于玻利维亚、巴西、哥伦比亚、厄瓜多尔和秘鲁。
節尾猴体色为黑色或黑褐色。体长约22厘米，尾长25-30厘米。
節尾猴主要在茂密的矮灌木地区觅食，湿季以水果、昆虫、蜘蛛、蜥蜴、蛙和蛇为食；干季则以蘑菇为食。一般六只左右组成一个群体，通过叫声进行联系。